# Petrocelli (serie televisiva)
Petrocelli è una serie televisiva statunitense trasmessa dal 1974 al 1976, costituita da due stagioni.

## Trama
La serie tratta di un giovane avvocato idealista, Tony Petrocelli, che laureatosi all'Università di Harvard si stabilisce nell'immaginaria località di San Remo, nel sud degli USA, vivendo in un camper e affrontando casi riferiti a persone in difficoltà economiche. Le puntate si basano sui flashback in soggettiva dei vari testimoni, che permettono al telespettatore di interpretare da più punti di vista i vari casi. Classica gag comica degli episodi era il modo storpiato con cui gli interlocutori lo apostrofavano (Mr. Petroseli) puntualmente corretti dal protagonista che ribatteva con la pronuncia giusta (Petrocelli, si dice Petrocelli).

## Trasmissione
Negli Stati Uniti d'America la serie è stata trasmessa dal 1974 al 1976 su NBC. In Italia è stata trasmessa negli anni' 80 da Rai 1 e da Canale 5.

## Origine del personaggio
Prima di diventare protagonista della serie tv, il personaggio principale era già apparso nel film Al di là di ogni ragionevole dubbio (tit. or. The Lawyer) diretto da Sidney J. Furie nel 1970. Ad interpretarlo era stato lo stesso Barry Newman, mentre nel ruolo della moglie del celebre avvocato figurava Diana Muldaur.

## Episodi
| Stagione         | Episodi | Prima TV USA | Prima TV Italia |
| ---------------- | ------- | ------------ | --------------- |
| Prima stagione   | 22      | 1974-1975    |                 |
| Seconda stagione | 23      | 1975-1976    |                 |